# Isabel Hubard Escalera
Pour les articles homonymes, voir Escalera.
Isabel Alicia Hubard Escalera est une mathématicienne mexicaine, professeure à l'Institut de mathématiques de l'Université nationale autonome du Mexique (UNAM). 

## Enfance et éducation
Isabel Alicia Hubbard voulait être torero dans son enfance. Elle a dit de sa famille : « Ma mère est ingénieur et mon père comptable. Mon frère voulait devenir mathématicien et ma sœur physicienne. Je n'ai jamais pensé que j'aimerais les mathématiques. J'ai simplement trouvé cela facile et amusant, mais rien de plus. Cependant, mon professeur de mathématiques au collège et au lycée, Oscar Chávez, m'a inspirée. ». 
Hubard Escalera a commencé ses études à la Faculté des sciences de l'UNAM où, en 2001, elle a obtenu son diplôme en mathématiques avec une thèse de bachelor intitulée Polyhedra coloured with cyclic orders,. Elle a été écrite à l'Institut de mathématiques de l'UNAM, où elle a mené des recherches sur les propriétés combinatoires d'objets géométriques discrets,,. Son conseiller de premier cycle était Javier Bracho Carpizo.  
En 2008, elle a obtenu un doctorat de l'université York au Canada, avec une thèse intitulée From geometry to groups and back: the study of highly symmetric polytopes,.

## Carrière
Hubard Escalera mène ses recherches dans le domaine de l'étude des symétries d'objets combinatoires. 
Elle a reçu le prix du fonds Kovalevskaia en 2010. 
En 2012, elle a été la première mathématicienne mexicaine à recevoir la bourse L'Oréal-UNESCO-AMC dans le domaine des sciences exactes pour son travail intitulé Algebra, combinatorics and geometry of abstract two-orbit polytopes,. La bourse est décernée pour « promouvoir la participation des femmes en sciences pour des études scientifiques avancées dans des universités ou d'autres institutions mexicaines reconnues dans les domaines des sciences exactes, des sciences naturelles, du génie et de la technologie ». 
Elle a été l'organisatrice des Olympiades de mathématiques 2015 du district fédéral de Mexico, organisation qui a joué un rôle de premier plan dans les compétitions nationales récentes. Elle est également déléguée à Mexico pour les Olympiades mexicaines de mathématiques de la Société mexicaine de mathématiques. 

## Sélection de publications
- Cubic Tessellations of the Helicosms[10].
- Symmetry Type Graphs of Abstract Polytopes and Maniplexes[11].
- Construction of chiral 4-polytopes with alternating or symmetric automorphism group [12].
- To Finite Chiral 4-Polytope in R4[13].
- Colorful Associahedra and Cyclohedra[14].
- Cubic tessellations of the didicosm[15].
- Reconstructing surface triangulations by their intersection Matrices[16].
- Classification of Symmetric Tabačjn Graphs[17].
- Chiral polytopes and Suzuki Simple groups[18].